# Тетилья
«Тети́лья» (галис. queixo tetilla — «сосок») — традиционный галисийский полутвёрдый сыр из коровьего молока тёмно-кремового цвета с дырочками. Легко плавится. Сыр тетилья обладает богатым ароматом и нежным пикантным и свежим лимонным вкусом с ноткой зелёной травы и имеет мягкую консистенцию и тягучую текстуру. Обычно подаётся в качестве десерта с айвовым мармеладом.
Сыр получил название по оригинальной конусообразной форме сырной головки, имеющий вес от 0,5 до 1,5 кг, диаметр и высоту от 90 до 150 мм. Правильная головка тетильи должна иметь высоту больше радиуса, но меньше диаметра. Для производства тетильи используется молоко коров бурой альпийской, фризской и галисийской пород. Период созревания сыра составляет до одного месяца. Изначально тетилью производили на территории провинций Ла-Корунья и Понтеведра, но в настоящее время тетильей признаются все сыры, произведённые на территории Галисии по соответствующей технологии.